# Varese Ligure
Pour les articles homonymes, voir Varèse (homonymie).
Varese Ligure est une commune de la province de La Spezia, dans la région Ligurie, en Italie.

## Histoire
De 1805 à 1814, Varese Ligure fit partie de l'arrondissement de Chiavari, dans le département des Apennins, créé le 6 juin 1805, dans le cadre de la nouvelle organisation administrative mise en place par Napoléon Ier en Italie et supprimé le 11 avril 1814, après la chute de l'Empire.

## Économie
Cela fait à peu près mille ans qu'il existe dans la vallée une tradition de zootechnie. À l'activité de l'élevage bovin, s'est ajouté la culture bio, largement subventionnée par l'Union européenne. D'où le nom de Vallée du biologique pour le Val di Vara (et pour Varese Ligure en particulier).

## La certification environnementale
Varese Ligure est la première commune en Europe qui a obtenu la certification environnementale ISO 14000 délivrée par le Bureau Veritas italien et par l'enregistrement EMAS du comité Ecolabel-Ecoaudit qui ont certifié des processus significatifs dans l'efficience environnementale et qui ont vérifié l'absence d'agents polluants comme l'oxyde de carbone, de nuisances acoustiques et électromagnétiques. 
Les certificateurs ont garanti la qualité des services urbains comme la gestion des déchets, le traitement des eaux, les services aux entreprises, les transports, la protection du paysage et ont reconnu la valeur touristique du territoire. C'est un cas d'école, en tant qu'étude internationale mettant en relation le souci pour l'environnement et les investissements associés. 
Legambiente a, par ailleurs, attribué à la commune la distinction de la commune la plus écologique d'Italie.

## La centrale éolienne
Sur le territoire de la commune de Varese Ligure se trouve la plus importante centrale électrique éolienne d'Italie, avec une puissance de 6,5 gigawatts par an. 
Cette centrale permet à Varese Ligure d'avoir une alimentation en énergie autonome.

## Administration
| Période                                  | Période  | Identité        | Étiquette     | Qualité |
| ---------------------------------------- | -------- | --------------- | ------------- | ------- |
| 14 juin 2004                             | En cours | Michela Marcone | Centre-gauche |         |
| Les données manquantes sont à compléter. |          |                 |               |         |

### Hameaux
San Pietro Vara, Buto, Cesena Caranza, Cassego, Codivara, Comuneglia, Taglieto, Teviggio, Trenzenasca, Costola, Porciorasco, Montale, Scurtabò, Valletti, Salino, Cavizzano.

### Communes limitrophes
Albareto, Borzonasca, Carro, Maissana, Ne, Sesta Godano, Tornolo.